# Vasile Mircu
Vasile Mircu (n. 30 decembrie 1889, Lugoj, Banat – d. 6 martie 1981, Lugoj, România) a fost președinte al tineretului bănățean, participant la Marea Adunare Națională de la Alba Iulia, fiind desemnat pentru a duce credenționalul eliberat de Consiliul Național Român al Banatului. A ocupat funcția de medic de circumscripție la Lugoj, iar în 1925 a devenit medic primar al județului Caraș-Severin.

## Date biografice și familie
Vasile Mircu s-a născut în 30 decembrie 1889 la Lugoj (județul Timiș), fiind cel mai mic copil din cei 9 ai familiei compuse dintr-un tată cizmar și o mamă casnică. Acesta o va lua de soție pe Letiția, din mariajul celor doi rezultând doi copii: Vasile, care devine avocat la Lugoj și Ionel, medic la Cluj.

## Studii
Școala generală a făcut-o la Lugoj, iar studiile liceale la Liceul Coriolan Brediceanu, în același oraș natal. În 1910 și-a început studiile la Facultatea de Medicină din Budapesta, ulterior activând în Societatea studențească Petru Maior din capitala Ungariei.

## Viața și activitatea
După sfârșitul Primului Război Mondial, datorită calităților sale în domeniul medicinei, a fost repartizat la Viena pentru a prelua comanda unui tren sanitar, tren cu care va străbate mare parte din continentul european. După ce și-a petrecut tinerețea în străinătate, a fost transferat înapoi în orașul natal, unde a ocupat funcția de medic de circumscripție la Lugoj, fiind în funcție până la 1 octombrie 1925, când devine medic primar al județului Caraș-Severin. 
Paralel cu aceste funcții, a activat ca medic la diferite școli: 1 octombrie 1923- 31 august 1932 (Liceul comercial de băieți); 1 aprilie 1943-iunie 1946 (Liceul de fete). Primește ulterior titlul de profesor de igienă pentru școlile primare, predând la liceul la care a studiat în tinerețe. Activitatea lui Vasile Mircu la Societatea studențească Petru Maior este relatată chiar de el, acesta rememorând momentele în care, împreună cu membrii societății, citea nenumărate publicații și reviste (a căror circulație era interzisă în Ungaria), îmbogățindu-și limbajul și lărgindu-și orizonturile.
Odată cu izbucnirea războiului, Vasile Mircu este înrolat în armată, fiind repartizat la Regimentul 31 din Oradea, de unde avea să fie trimis trimis spre Bileca (Herțegovina). După trei ani, este trimis la Raguza, trecând Marea Adriatică până la Lacroma, ajungând mai apoi la Spalato, pentru ca apoi să fie repartizat la Belgrad. După terminarea războiului, va ocupa funcția de președinte al tineretului bănățean organizat în Societatea tinerimii studioase române, fiind desemnat pentru a duce la Alba Iulia credenționalul eliberat de Consiliul Național Român al Banatului, care atesta dorința fără echivoc a unirii. Călătoria la Alba Iulia a făcut-o împreună cu soția sa Letiția (casnică, absolventă de liceu, precum și a unui curs sanitar la Crucea Roșie). «Subsemnații adeverim că Societatea Tinerimii Studioase Române din Lugoj am ales ca delegați ai acestei societăți pe d-nii: Vasile Mircu și Victor I. Ioviția din Lugoj, cu unanimitate voturi». 
După sfârșitul războiului, în luna mai a anului 1919, Vasile Mircu a fost numit în Comisia Universitară din Cluj, încadrându-se mai apoi ca preparator bugetar la Clinica Chirurgicală I din Cluj, sub conducerea profesorului Iacob Iacobovici.
În 1933 a intrat în Oastea Domnului, în cadrul căreia a activat cu smerenie și cucernicie, împreună cu frații săi în credință din Lugoj și Banat. Fiind medic, și-a împlinit cu conștiinciozitate datoria sa față de Domnul și față de semenii săi suferinzi. Oastea Domnului s-a desfășurat la Jdioara, unde cu ocazia sfințirii celui de-al doilea prapor, a participat un număr impresionant de oameni din 25 de comune, invitându-l pe doctorul Vasile Mircu pentru a lua parte la procesiune.
La 1 decembrie 1978, Vasile Mircu a susținut o prelegere în care a vorbit despre anii tinereții sale, făcând numeroase referiri la viața din timpul războiului, urmând să descrie mai apoi starea națiunii și a poporului român în momentul unirii, atmosfera cu o profundă încărcătură emoțională desfășurându-se în Sala Unirii de la Alba-Iulia, pe fondul discursului ținut de Gheorghe Pop de Băsești. 
Vasile Mircu a descris această scenă, punând un deosebit accent pe frumusețea noii națiuni românești, împletirea glasurilor din marea sală, cu cele ale mulțimii de pe Câmpia lui Horea, o scenă de o rară frumusețe, la care se adăuga fălnicia bărbaților, frumusețea porturilor populare ale femeilor, precum și jovialitatea copiilor.

## Activitate

### Activitatea spitalicească
În intervalul 1 octombrie 1919-octombrie 1920, a funcționat ca preparator la Clinica chirurgicală I, aflată sub conducerea profesorului Iacob Iacobovici, după care s-a transferat ca medic de circumscripție la Lugoj, unde a lucrat până în 2 octombrie 1925, când a fost numit medic primar al județului Caraș-Severin. De-a lungul timpului a activat ca medic în cadrul a diferite școli. În ziua de 14 iunie 1946 s-a titularizat cu acordul Inspectorului general, la Liceul industrial de fete, obținând titlul de profesor de igienă pentru școlile secundare. A fost apoi profesor de igienă și la Liceul Coriolan Brediceanu din Lugoj.

### Activitatea medico-sanitară
La sugestia profesorului Ștefan Milcu de la București, a ținut, în cadrul Asociației Acțiunea românească pentru culturalizarea maselor, o serie de conferințe medico-sanitare la Uzina Nădlag, în anii 1936, 1937 și 1938. În fiecare an a ținut în mediul sătesc conferințe cu subiecte de igienă personală și casnică, precum și cu subiecte moralizatoare. 
A fost ales medic onorific al Crucii Roșii-Lugoj. De asemenea, a înființat un dispensar pentru săraci în Casa dr. Popovici și a pus bazele și a condus în cadrule Crucii Roșii cinci serii de cursuri pentru infirmierele voluntare.

## Ultimii ani din viață
În ultimii ani ai vieții, a scris 68 de articole cu teme diverse, precum și 47 de eseuri-meditații, corespondând zilnic cu Viena, Polonia, Italia, Belgrad, Germania și Budapesta. S-a stins din viață la 5 martie 1981 la venerabila vârstă de 92 de ani, fiind înmormântat în cimitirul ortodox din Lugoj, alături de soția sa și de alte personalități lugojene semnificative: Coriolan Brădiceanu, Ion Vidu, Valeriu Braniște și alții ca ei.